# Distrito de Rin-Erft
El Distrito de Rin-Erft (en alemán: Rhein-Erft-Kreis) es un kreis (distrito) de Alemania ubicado al oeste del estado federal de Renania del Norte-Westfalia en la Región de Colonia. Hasta finales de octubre de 2003 se denominó Erftkreis.

## Localización
El distrito de Rin-Erft limita al norte con el distrito de Rin-Neuss, al este con la ciudad de Colonia, al sur con el distrito de Rin-Sieg y el distrito de Euskirchen y al oeste distrito de Düren.

## Composición del distrito
(Habitantes a 30 de junio de 2005)
| Ciudades 1. Bedburg (24.937) 2. Bergheim, ciudad (63.639) 3. Brühl, Ciudad (44.235) 4. Erftstadt, (51.225) 5. Frechen, (48.722) 6. Hürth, (55.013) 7. Kerpen, (64.114) 8. Pulheim, (53.729) 9. Wesseling, (35.652) | Gemeinden 1. Elsdorf (21.741) |

## Cultura

### Distritos hermanados
El Rhein-Erft-Kreis tiene diferentes dos distritos-parientes en las regiones de Europa:
- Desde 1969 con el departamento francés Morbihan en la Bretaña;
- Desde 2001 con el distrito polaco de Powiat Bielski (Bielsko-Biala) en Silesia.